# Háje (Příbrami járás)
Háje település Csehországban, a Příbrami járásban. Háje Milín, Dubno, Příbram és Višňová településekkel határos. Lakosainak száma 593 fő (2024. január 1.).

## Népesség
A település lakosságának változását az alábbi diagram mutatja:
| Lakosok száma | 223  | 270  | 285  | 202  | 228  | 242  | 437  | 467  | 552  | 593  |
|               | 1869 | 1890 | 1921 | 1950 | 1980 | 2001 | 2017 | 2019 | 2022 | 2024 |